# Eurycorypha klaptoczi
Eurycorypha klaptoczi är en insektsart som beskrevs av Heinrich Hugo Karny 1917. Eurycorypha klaptoczi ingår i släktet Eurycorypha och familjen vårtbitare. Inga underarter finns listade i Catalogue of Life.